# Heavysaurios
Heavysaurios fue una banda de música infantil con bases de heavy metal y power metal argentina enfocada principalmente para niños, aunque también para adultos. La banda tiene la particularidad de que está formada por cinco dinosaurios. Este grupo es la versión local de los finlandeses Hevisaurus, bajo licencia exclusiva de "Sony Music Finland a Fa Sostenido SA" (para todo el territorio de América Latina).
Se desconoce el paradero actual de la banda, su último concierto fue en diciembre del año 2019 y desde ahí no se han pronunciado en las redes sociales.

## Argumento
Cierta noche tormentosa de 2012, un grupo de brujas se volvió a encontrar en la misma Montaña, para realizar sus conjuros. Las nubes se volvieron más negras, comenzó a tronar, y a diluviar intensamente. El cielo se abrió en dos y un furioso rayo cayó sobre una piedra, convirtiéndola en cenizas y dejando al descubierto un misterioso resplandor. Las brujas, al remover la tierra, liberaron los 5 huevos metálicos púrpura y comenzaron una loca sesión de espiritismo, durante la cual, los huevos comenzaron a resquebrajarse y a estallar, hasta que se abrieron explosivamente.
Algo realmente mágico y extraño surgió de ellos: 5 dinosaurios Jurásicos, amantes del Heavy Metal, jamás antes vistos. Les fueron designados los siguientes nombres: Mili Pilli, Muffi Puffi, Riffi Raffi, Kommpi Momppi y Mr. Heavysaurio, quién se convirtió en su líder. Nacía así la leyenda de esta banda, compuesta por dinosaurios y una nueva era de Heavy Metal Jurásico, había comenzado…

## Origen de la banda
En el año 2010, Diego Sáenz, un productor musical argentino y mánager de Gustavo Cerati, vio el video de Hevisaurus en Internet y se emocionó. Era como si estuviera dirigido directamente a su hijo, y por qué no, a otras personas en el mundo de habla hispana. 
En ese momento, a principios de la década, Diego Sáenz había pasado por una tragedia: su representado, Gustavo Cerati, un cantante histórico del Rock Argentino, había sufrido un ACV en la primavera de 2010 inmediatamente después de su actuación. Cerati murió después de permanecer en coma durante cuatro años.
El manejo de Sáenz de los asuntos de Cerati, había convertido a Sáenz, en un profesional del negocio de la música, por lo que no tuvo problemas para buscar a los creadores finlandeses y propietarios de marcas comerciales de Hevisaurus.
Hubo un poco de dificultad, ya que Sáenz inicialmente envió persistentemente un correo electrónico de la banda Finlandesa que encontró en línea.
Después de que se resolvió ese problema, las negociaciones entre Sáenz y los finlandeses comenzaron rápidamente y condujeron a la cooperación.
"Viajé a Finlandia en 2010, y el acuerdo de licencia se firmó al año siguiente, recuerda Sáenz.

## Historia

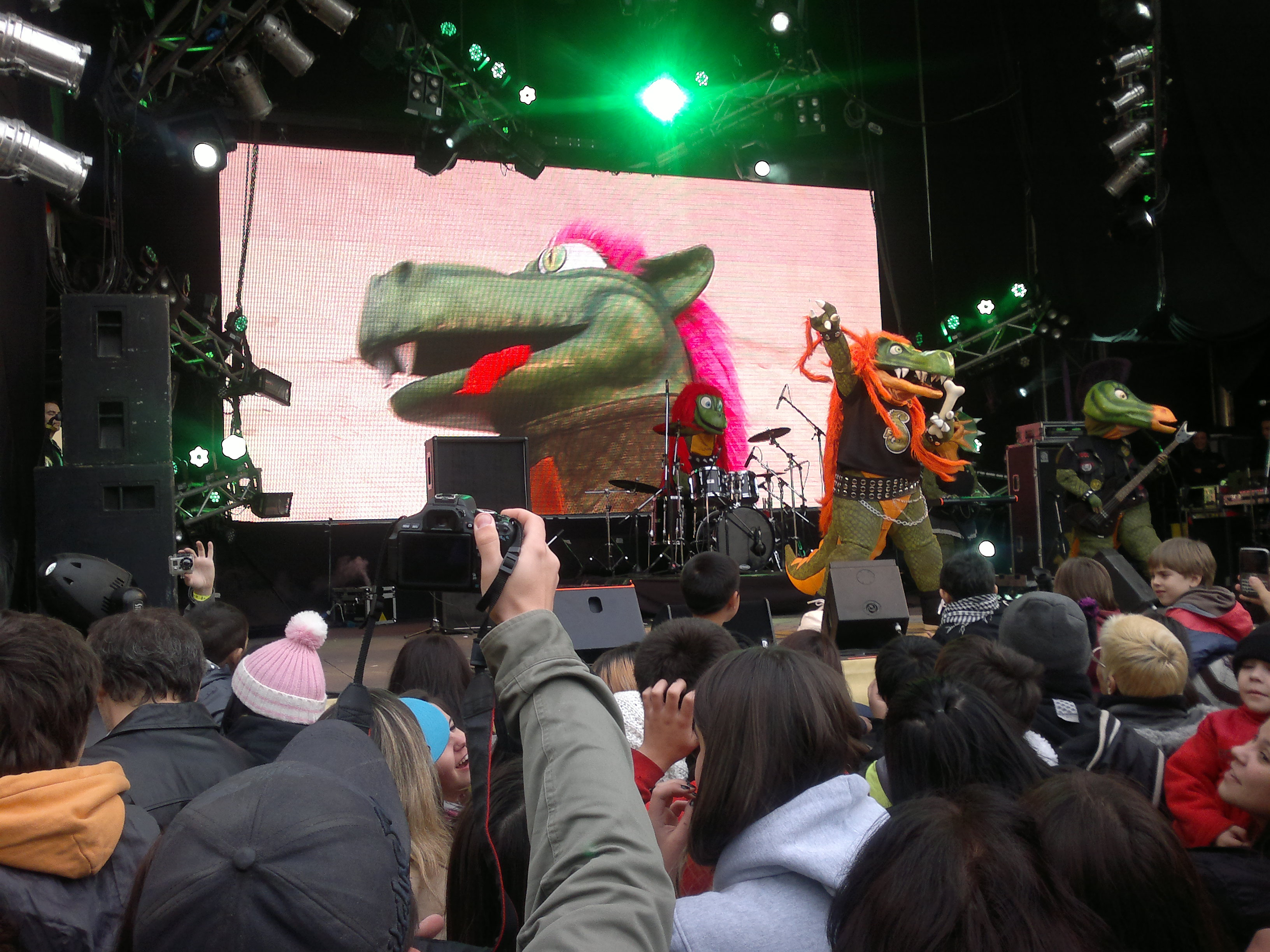
Heavysaurios en el festival Ciudad Emergente, en el año 2013.

Tras haber firmado la licencia con Hevisaurus y Sony Music Finland en el año 2011, Heavysaurios empieza a grabar su primer disco de nombre homónimo, siendo esta la traducción al español del álbum: Rayh! de Hevisaurus,.
Mientras se grababa el primer disco, la banda empieza a subir contenido a las redes sociales, momentos durante la grabación del disco, la firma del contrato con Sony Music Argentina y colaborando con varios músicos importantes de la música Argentina como Adrián Barilari, Charly Alberti, Andrea Álvarez, Bersuit Vergarabat, entre otros, donde Mr. Heavysaurio les pedía ayuda a los mencionados para encontrar los miembros para la banda.
El 25 de enero del año 2012, Heavysaurios lanza su primer sencillo titulado La Goma de Mascar de Sofi con videoclip incluido, siendo esta su primera canción oficial.
El 17 de abril del año 2012 se lanzó el primer disco de Heavysaurios de título homónimo, para presentar el disco se realizó el primer show en vivo de la banda en La Trastienda, recibiendo la aceptación de todo el público.
Durante el invierno del 2012, la banda siguió sumando fechas en Buenos Aires, presentándose en distintos teatros.
En octubre de 2012 se presentaron por primera vez en el Teatro Vorterix, donde tocaron artistas históricos de la música argentina; en uno de los shows tocaron la canción "El Fantasma Escondido" con el músico Richard Coleman.
En 2013 editan "Heavysaurios Al Rescate".
En abril de 2016 presentan el tema "Niños del Metal", adelanto de su nuevo álbum "La Revolución Verde", a la venta el 6 de mayo.

## Premios

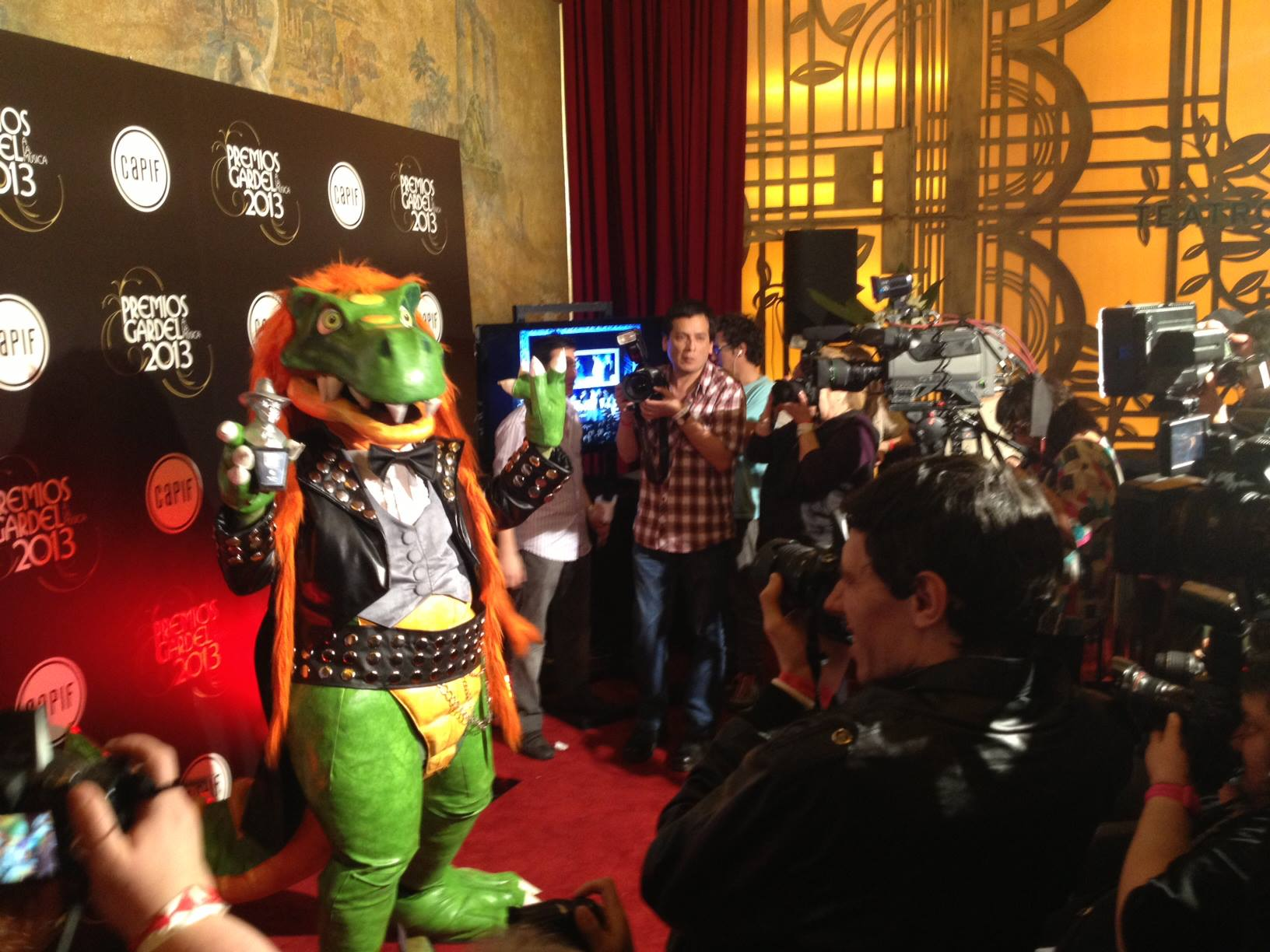
Mr. Heavysaurio con el Premio "Mejor Álbum Infantil" de los Premios Gardel 2013.

| Año  | Categoría            | Trabajo      | Resultados | Ref.                      |
| ---- | -------------------- | ------------ | ---------- | ------------------------- |
| 2013 | Mejor Álbum Infantil | Heavysaurios | Ganadores  | Anexo:Premios Gardel 2013 |

## Integrantes
- Mr. Heavysaurio (voz)
- Milli Pilli (teclados)
- Riffi Raffi (guitarra eléctrica)
- Muffi Puffi (bajo eléctrico)
- Kommpi Mommpi (batería)

## Discografía

### Sencillos
- La Goma de Mascar de Sofi (2012)[6]
- Niños del Metal (2016)[7]

### Álbumes
- Heavysaurios (2012)[8]
- Heavysaurios al Rescate (2013)
- La Revolución Verde (2016)
- Llamada Jurásica! (2019)[9]

Todas las canciones escritas y compuestas por Hevisaurus. 
| HeavySaurios (2012) |                                     |          |  |
| N.º                 | Título                              | Duración |  |
| 1.                  | «Ejército de dinosaurios»           | 4:12     |  |
| 2.                  | «La goma de mascar de Sofi»         | 4:14     |  |
| 3.                  | «Momia de las catacumbas»           | 3:36     |  |
| 4.                  | «El estornudo del dragón»           | 4:34     |  |
| 5.                  | «Glotón»                            | 3:55     |  |
| 6.                  | «Policía rezongón»                  | 2:56     |  |
| 7.                  | «Quiero leche»                      | 3:17     |  |
| 8.                  | «La canción de los amigos»          | 4:51     |  |
| 9.                  | «El fantasma escondido»             | 3:37     |  |
| 10.                 | «Barcos vikingos hacia el más allá» | 4:07     |  |
| 11.                 | «Hoy es mi cumpleaños»              | 3:24     |  |
| 12.                 | «Nuestro secreto»                   | 3:48     |  |
| 13.                 | «Metal jurásico»                    | 3:15     |  |
| 14.                 | «Héroe de la guitarra»              | 2:55     |  |

| Heavysaurios al rescate (2013) |                                   |          |  |
| N.º                            | Título                            | Duración |  |
| 1.                             | «Introducción»                    | 1:21     |  |
| 2.                             | «Patrulla de Rescate»             | 4:24     |  |
| 3.                             | «Ugala Bugala»                    | 2:44     |  |
| 4.                             | «Servicio Técnico Espacial»       | 3:28     |  |
| 5.                             | «Perdida en el Bosque»            | 4:23     |  |
| 6.                             | «Cura Mágica»                     | 3:27     |  |
| 7.                             | «La Risa del Guardián»            | 5:44     |  |
| 8.                             | «Un Nuevo Hogar»                  | 4:19     |  |
| 9.                             | «Zing Zang Zong»                  | 3:18     |  |
| 10.                            | «El Pingüino Cantor»              | 3:58     |  |
| 11.                            | «Pícnic en el Pacífico»           | 3:12     |  |
| 12.                            | «Vaquero Salvaje»                 | 4:30     |  |
| 13.                            | «Vuelta al Mundo en Amplificador» | 3:13     |  |

| La Revolución Verde (2016) |                               |          |  |
| N.º                        | Título                        | Duración |  |
| 1.                         | «Niños del Metal»             | 3:48     |  |
| 2.                         | «El caballo de Kompi»         | 3:09     |  |
| 3.                         | «Heavy Disco»                 | 4:25     |  |
| 4.                         | «El Rey del Bosque de Hongos» | 4:08     |  |
| 5.                         | «Luz de Noche»                | 4:08     |  |
| 6.                         | «El Baile de los Duendes»     | 3:13     |  |
| 7.                         | «Acelera Hacia el Metal»      | 3:40     |  |
| 8.                         | «Armadasauria»                | 3:39     |  |
| 9.                         | «Mi Mamut»                    | 4:08     |  |
| 10.                        | «Hey!, Heavysaurios»          | 4:46     |  |

| Llamada Jurásica! (2019) |                   |          |  |
| N.º                      | Título            | Duración |  |
| 1.                       | «Juranoid»        | 3:18     |  |
| 2.                       | «Perra Laika»     | 3:23     |  |
| 3.                       | «Heavy Twist»     | 2:46     |  |
| 4.                       | «Poderes Mágicos» | 2:49     |  |
| 5.                       | «Robot-Ninja»     | 3:19     |  |
| 6.                       | «Rex Volador»     | 4:05     |  |